# Публій Корнелій Лентул Марцеллін (квестор 75 року до н. е.)
Публій Корнелій Лентул Марцеллін (лат. Publius Cornelius Lentulus Marcellinus, близько 106 до н. е. —після 70 до н. е.) — державний діяч Римської республіки.

## Життєпис
Походив з патриціанського роду Корнеліїв Лентулів. Син Публія Лентула Марцелліна, монетарія близько 100 року до н. е., і Корнелії. Про молоді роки немає відомостей.
У 75 році до н. е. обіймав посаду квестора. Завдяки впливу консула Гая Аврелія Котти відправлений управляти Киреною, можливо, з повноваженнями пропретора. Про подальшу долю немає відомостей.

## Родина
- Публій Корнелій Лентул Марцеллін, претор 29 року до н. е.